# Big Brother Danmark
 Der er for få eller ingen kildehenvisninger i denne artikel, hvilket er et problem. Du kan hjælpe ved at angive troværdige kilder til de påstande, som fremføres i artiklen.

Big Brother Danmark var den danske udgave af det hollandske realityshow Big Brother, programmet debuterede i 2001 og blev sendt frem til 2014 hvor det blev lagt ned af SBS Discovery Media, efter faldende seertal.

## Historie
Big Brother Danmark blev første vist i to sæsoner i 2001 på TvDanmark2, efter et års pause vendte Big Brother Danmark atter tilbage i februar 2003 med en særlig V.I.P.-sæson, hvor det denne gang var kendte danskere der skulle indtage Big Brother huset, der denne gang var at finde i Fornebu i Norge efter det oprindelige Big Brother-hus i Sluseholmen blev nedrevet i 2002. Denne sæson varede i 95 dage.
I September 2003 vendte Big Brother tilbage med en ny sæson, denne gang med et særligt twist kaldet "The Wall". Konceptet går ud på at en væg med bliver sat op i Big Brother-huset og dermed deler huset op i to. Den ene side er "rig", hvor deltagerne får fordele i spillet og undgår at blive nomineret. Den anden side er "fattig" og lever på et lille budget og har større chance for at normineret og skulle forlade programmet. Grundet det heftige twist med "The Wall" varede sæsonen kun 68 dage og dermed ikke 100 dage som en normal Big Brother-sæson ellers ville have været grundet det psykiske og mentale pres.
I 2004 viste TvDanmark2 endnu en Big Brother-sæson, denne sæson var anden sæson for kendte danskere. Sæsonen blev kaldt "Reality Allstars", sæsonen varede 32 dage og vinderen af sæson blev Jill Liv Nielsen der også vandt første sæson af Big Brother Danmark tilbage i foråret 2001. "Reality Allstars”-sæsonen var seer-mæssigt og medie-mæssigt en stor skuffelse for SBS Tv og TvDanmark, der efter denne sæson valgte at lægge Big Brother Danmark på hylden på ubestemt tid.
I 2007 blev det offentliggjort, at TV3/Modern Times Group, havde købt rettighederne til Big Brother i Danmark. I efteråret 2007 sendte hovedkanalen TV3 deres første sæson af Big Brother. Big Brother 2007 havde et gennemsnitligt seertal på 186.000, og premieren blev set af over 199.000. Big Brother vendte tilbage igen i 2008 under navnet Hotel Big Brother. Sæsonen havde premiere d. 1 maj. Hotel Big Brother (2008) opnåede dog ikke samme succes som Big Brother 2007 gjorde, med kun 107.000 seere til premieren og et gennemsnitligt seertal på beskedne 65.000. I januar 2010 besluttede MTG sig for ikke at producere flere sæsoner af Big Brother Danmark. I stedet udtalte de i en pressemeddelelse de ville fokusere mere på andre produktioner såsom Paradise Hotel og Robinson Ekspeditionen
I 2009, begyndte Kanal 4 (SBS) at genudsende første sæson af Big Brother Danmark fra 2001.
I 2011 meldte SBS ud i en pressemeddelelse at man havde købt rettighederne til Big Brother af MTG og at de ville sende en ny Big Brother-sæson i foråret 2012. Big Brother 2012 blev dermed den 8. sæson "overall" og 6. sæson produceret af SBS og den første siden ''Reality Allstars'' fra 2004, sæsonen varede i 105 dage og fik god medieomtale samt et gennemsnitligt seertal på 195.000 hvor 204.000 så premieren live på Kanal 5. En uge efter finalen på Big Brother 2012, vendte Big Brother endnu engang tilbage. Denne gang i en ''special edition'' hvor 4 deltagere fra sæson-2012 skulle kokkerere for hinanden i deres private hjem. Vinderen blev den der fik flest stemmer. I 2013 vendte Big Brother endnu engang tilbage hvor seertallene lå på henholdsvis 119.000 ved premieren og 105.000 i gennemsnit. Big Brother vendte atter tilbage i 2014 med det specielle tema: Hemmelig og Løgne, her kom man tættere på deltagerne end man tidligere havde gjort som seer. Big Brother 2014 var dog ikke den store succes for Kanal 5 og SBS Discovery der efter denne sæson valgte at trække stikket for Big Brother i Danmark, efter seertallet på skuffende vis kun lå på 70.000 gennemsnit og 97.000 på premiereaftenen.
I anledningen af programmets 20 års jubilæum for den første danske Big Brother-sæson i 2021 blev Jill Liv Nielsen, der vandt i 2001, interviewet af Danmarks Radio til en artikel omkring showet og hvad hun husker fra tiden i Big Brother Danmark.

## Big Brother Live
Big Brother Live blev sendt fra 2001 til 2014. programmet gik ud på at hver Torsdag eller Søndag skulle en af deltagerne i Big Brother forlade huset efter en uge med kamp. I Big Brother Live optrådte værten altid i programmet.

## Big Brother Directors cut
Big Brother Directors cut var et program der blev sendt efter Big Brother Live hvor en deltager havde forladt huset og hvor seerne fik muligheden for at følge deltagerne efter en anden spiller havde forladt huset. Programmet blev sendt live fra huset og blev første gang vist i Danmark i 2012 på musikkanalen The Voice Tv. The Voice Tv blev lukket ned 1. januar 2013 og blev erstattet med ungdomskanalen 7'eren. Efter lukningen af The Voice Tv blev showet vist på 7'eren. Programmet blev sidst vist 27. april 2014 på finale dagen i Big Brother 2014.

## Detaljer om serien
| Sæsoner       | Sæsoner                        | Premieredato       | Finaledato        | Dage          | Deltagere     | Vinder                | Pengepræmie                     | Tv-kanal      |
| 1. Generation | 1. Generation                  | 1. Generation      | 1. Generation     | 1. Generation | 1. Generation | 1. Generation         | 1. Generation                   | 1. Generation |
| ------------- | ------------------------------ | ------------------ | ----------------- | ------------- | ------------- | --------------------- | ------------------------------- | ------------- |
| 1             | Big Brother 2001 (1)           | 28. januar 2001    | 10. maj 2001      | 103           | 13            | Jill Liv Nielsen      | DKK 500,000                     | TvDanmark2    |
| 2             | Big Brother 2001 (2)           | 25. august 2001    | 6. december 2001  | 104           | 14            | Carsten B. Berthelsen | DKK 1,000,000                   | TvDanmark2    |
| 3             | Big Brother V.I.P.             | 16. februar 2003   | 22. maj 2003      | 95            | 13            | Thomas Bickham        | DKK 500,000                     | TvDanmark2    |
| 4             | Big Brother 2003               | 21. september 2003 | 27. november 2003 | 68            | 16            | Johnni Johansen       | DKK 1,000,000                   | TvDanmark2    |
| 5             | Big Brother 2004               | 1. marts 2004      | 1. april 2004     | 31            | 11            | Jill Liv Nielsen      | DKK 250,000                     | TvDanmark2    |
| 2. Generation |                                |                    |                   |               |               |                       |                                 |               |
| 6             | Big Brother 2007               | 26. august 2007    | 16. december 2007 | 112           | 15            | Robert D. Skousen     | DKK 1,000,000                   | TV3           |
| 7             | Hotel Big Brother              | 1. juni 2008       | 1. juli 2008      | 30            | 8             | Ingrid Dyrlund        | DKK 50,000                      | TV3           |
| 8             | Big Brother 2008               | 31. august 2008    | 10. december 2008 | 101           | 20            | Victor Bregendal      | DKK 1,000,000                   | TV3           |
| 9             | Big Brother 2009               | 31. august 2009    | 31. december 2009 | 122           | 20            | Mathilde Jacob        | DKK 1,000,000                   | TV3           |
| 3. Generation |                                |                    |                   |               |               |                       |                                 |               |
| 10            | Big Brother 2012               | 30. januar 2012    | 13. maj 2012      | 105           | 21            | Amanda Heisel         | DKK 625,000                     | Kanal 5       |
| 11            | Big Brother 4 Stjerners Middag | 21. maj 2012       | 24. maj 2012      | 4             | 4             | Cathrine Pedersen     | Ingen pengepræmie i denne sæson | Kanal 5       |
| 12            | Big Brother 2013               | 4. februar 2013    | 18. maj 2013      | 104           | 21            | Bjørn Clausen         | DKK 500.000                     | Kanal 5       |
| 13            | Big Brother 2014               | 1. januar 2014     | 27. april 2014    | 119           | 22            | David Feldstedt       | DKK 500.000                     | Kanal 5       |

## Seertal
Seertal på de forskellige Big Brother Danmark-sæsoner
| Sæsoner                        | Premiere | Gennemsnit | Finale  |
| ------------------------------ | -------- | ---------- | ------- |
| Big Brother 2001 (1)           | 572.000  | 529.000    | 562.000 |
| Big Brother 2001 (2)           | 403.000  | 365.000    | 259.000 |
| Big Brother V.I.P.             | 354.000  | 275.000    | 192.000 |
| Big Brother 2003               | 179.000  | 124.000    | 273.000 |
| Big Brother 2004               | 76.000   | 64.000     | 136.000 |
| Big Brother 2007               | 199.000  | 186.000    | 220.000 |
| Hotel Big Brother              | 107.000  | 65.000     | 103.000 |
| Big Brother 2008               | 95.000   | 47.000     | 89.000  |
| Big Brother 2009               | 68.000   | 55.000     | 102.000 |
| Big Brother 2012               | 204.000  | 195.000    | 205.000 |
| Big Brother 4 Stjerners Middag | 180.000  | 183.000    | 176.000 |
| Big Brother 2013               | 119.000  | 105.000    | 127.000 |
| Big Brother 2014               | 97.000   | 70.000     | 106.000 |

## Værter
| Navn                          | Sæsoner                       | Sæsoner                       | Sæsoner                       | Sæsoner                       | Sæsoner                       | Sæsoner                       | Sæsoner                       | Sæsoner                       | Sæsoner                       | Sæsoner                       | Sæsoner                               | Sæsoner                       | Sæsoner                       |
| Navn                          | Big Brother 2001 (1)          | Big Brother 2001 (2)          | Big Brother V.I.P. (2003)     | Big Brother 2003              | Big Brother 2004              | Big Brother 2007              | Hotel Big Brother (2008)      | Big Brother 2008              | Big Brother 2009              | Big Brother 2012              | Big Brother 4 Stjerners Middag (2012) | Big Brother 2013              | Big Brother 2014              |
| Værter på Big Brother Danmark | Værter på Big Brother Danmark | Værter på Big Brother Danmark | Værter på Big Brother Danmark | Værter på Big Brother Danmark | Værter på Big Brother Danmark | Værter på Big Brother Danmark | Værter på Big Brother Danmark | Værter på Big Brother Danmark | Værter på Big Brother Danmark | Værter på Big Brother Danmark | Værter på Big Brother Danmark         | Værter på Big Brother Danmark | Værter på Big Brother Danmark |
| ----------------------------- | ----------------------------- | ----------------------------- | ----------------------------- | ----------------------------- | ----------------------------- | ----------------------------- | ----------------------------- | ----------------------------- | ----------------------------- | ----------------------------- | ------------------------------------- | ----------------------------- | ----------------------------- |
| Lisbeth Janniche              | Vært                          | Vært                          | Vært                          | Vært                          | Vært                          |                               |                               |                               |                               |                               |                                       |                               |                               |
| Adam Duvå Hall                |                               |                               |                               |                               |                               | Vært                          | Vært                          | Vært                          | Vært                          |                               |                                       |                               |                               |
| Marie Egede                   |                               |                               |                               |                               |                               |                               |                               |                               |                               | Vært                          |                                       |                               |                               |
| Peter Mygind                  |                               |                               |                               |                               |                               |                               |                               |                               |                               |                               | Speaker                               |                               |                               |
| Anne Kejser                   |                               |                               |                               |                               |                               |                               |                               |                               |                               |                               |                                       | Vært                          | Vært                          |
| Andre værtsroller             |                               |                               |                               |                               |                               |                               |                               |                               |                               |                               |                                       |                               |                               |
| Mads Vangsø                   | Big Brother Extra             | Big Brother Extra             |                               |                               |                               |                               |                               |                               |                               |                               |                                       |                               |                               |
| Anette Toftgaard              | Big Brother Extra             | Big Brother Extra             |                               |                               |                               |                               |                               |                               |                               |                               |                                       |                               |                               |
| Jill Liv Nielsen              | Vinder af Big Brother 2001    | Big Brother Ugen              |                               |                               | Vinder af Big Brother 2004    |                               |                               |                               |                               |                               |                                       |                               |                               |
| Lisbeth Østergaard            |                               |                               |                               |                               |                               | Big Brother Extra             |                               |                               |                               |                               |                                       |                               |                               |
| Mattias Hundebøll             |                               |                               |                               |                               |                               |                               | Big Brother Extra             |                               | Big Brother Extra             |                               |                                       |                               |                               |
| Oliver Bjerrehuus             |                               |                               |                               |                               |                               |                               |                               |                               |                               |                               |                                       |                               | Husvært                       |

## Nedlæggelse af Big Brother Danmark
SBS Discovery Media annoncerede den 19. juli 2014, at de droppede Big Brother Danmark på grund af faldende seertal. Sæson 13 (2014) havde et gennemsnitligt seertal på 70.000, mens første sæson (2001) havde et gennemsnitligt seertal på 500.000. Pr. 2022 er der stadig ingen planer om at genoplive programmet i Danmark.
- Det originale Big Brother logo
- Her på kortet ses hvornår forskellige lande, er begyndt at sende Big Brother. I Danmark begyndte Big Brother-sendingerne tilbage i 2001.